# Tannhausen
Tannhausen – miejscowość i gmina w Niemczech, w kraju związkowym Badenia-Wirtembergia, w rejencji Stuttgart, w regionie Ostwürttemberg, w powiecie Ostalb, siedziba związku gmin Tannhausen. Leży ok. 25 km na północny wschód od Aalen.